# Puchar Polski 2011-2012
Il Puchar Polski 2011-12 fu la 58ª Coppa di Polonia di calcio e si tenne dal 19 luglio 2011 al 24 aprile 2012.
Vincitore del torneo fu il Legia Varsavia, campione di tale competizione per la 15ª volta, seconda consecutiva.

## Primo turno preliminare
Hanno partecipato a questo turno le 36 squadre di seconda divisione e le 16 vincitrici delle coppe provinciali. Le partite si sono giocate il 19 e il 20 luglio 2011.
| Squadra 1                  | Risultato         | Squadra 2            |
| -------------------------- | ----------------- | -------------------- |
| Stal Rzeszów               | 0 – 1 (dts)       | Okocimski KS Brzesko |
| Huragan Morąg              | 3 – 3 (5 – 3 dcr) | Bałtyk Gdynia        |
| Baltyk Koszalin            | 0 – 2             | Zawisza Bydgoszcz    |
| Lech Rypin                 | 1 – 0             | Jeziorak Iława       |
| Sokół Kleczew              | 9 – 3             | Polonia Słubice      |
| Ilanka Rzepin              | 0 – 31            | Jarota Jarocin       |
| Włókniarz Zelów            | 2 – 3             | Świt NDM             |
| Mazur Karczew              | 0 – 2 (dts)       | Wigry Suwałki        |
| Podlasie II Biała Podlaska | 2 – 3             | Sokół Sokółka        |
| Chrobry Głogów             | 3 – 02            | Czarni Żagań         |
| Rozwój II Katowice         | 5 – 2 (dts)       | Górnik Wałbrzych     |
| LZS Turbia                 | 1 – 0 (dts)       | Motor Lublin         |
| Limanovia Szubryt          | 2 – 0             | Raków Częstochowa    |
| Chojniczanka Chojnice      | 2 – 3             | Ruch Zdzieszowice    |
| Ruch Wysokie Mazowieckie   | 0 – 33            | Olimpia Elbląg       |
| Pelikan Łowicz             | 2 – 0             | Zagłębie Sosnowiec   |
| Polonia Nowy Tomyśl        | 0 – 34            | GKS Tychy            |
| Tur Turek                  | 1 - 2             | Elana Toruń          |
| Resovia Rzeszów            | 3 – 05            | Nadarzyn             |
| Lechia Zielona Góra        | 0 – 1             | Nielba Wągrowiec     |
| Start Otwock               | 2 – 3             | Znicz Pruszków       |
| Puszcza Niepołomice        | 1 – 1 (5 – 3 dcr) | Stal Stalowa Wola    |
| Gryf Wejherowo             | 1 – 0             | Olimpia Grudziądz    |
| Alit Ożarów                | 1 – 7             | Wisła Płock          |
| Start Namysłów             | 0 – 3             | Miedź Legnica        |
| LKS Łomża                  | 2 – 3             | OKS 1945 Olsztyn     |

Note
- Nota 1: L'Ilanka Rzepin si è ritirato dalla coppa.
- Nota 2: Risultato assegnato a tavolino perché lo Czarni Żagań ha schierato un giocatore ineleggibile; la partita era terminata sul 2-1.
- Nota 3: Il Ruch Wysokie Mazowieckie si è ritirato dalla coppa.
- Nota 4: Il Polonia Nowy Tomyśl si è ritirato dalla coppa.
- Nota 5: Il Nadarzyn si è ritirato dalla coppa.

## Secondo turno preliminare
Le partite si sono giocate il 2 e il 3 agosto 2011.
| Squadra 1            | Risultato         | Squadra 2           |
| -------------------- | ----------------- | ------------------- |
| GKS Tychy            | 1 – 3             | Elana Toruń         |
| Sokół Kleczew        | 3 – 2             | Lech Rypin          |
| Znicz Pruszków       | 0 – 1             | Puszcza Niepołomice |
| Huragan Morąg        | 0 – 1             | OKS 1945 Olsztyn    |
| Sokół Sokółka        | 1 – 0             | Wigry Suwałki       |
| Resovia Rzeszów      | 5 – 3             | Wisła Płock         |
| Chrobry Głogów       | 3 – 1 (dts)       | Miedź Legnica       |
| LZS Turbia           | 0 – 4             | Limanovia Szubryt   |
| Okocimski KS Brzesko | 1 – 0             | Pelikan Łowicz      |
| Rozwój II Katowice   | 1 – 0             | Nielba Wągrowiec    |
| Gryf Wejherowo       | 3 – 3 (4 – 3 dtr) | Zawisza Bydgoszcz   |
| Świt NDM             | 0 – 2             | Olimpia Elbląg      |

Jarota Jarocin e Ruch Zdzieszowice qualificate automaticamente al primo turno.

## Primo turno
Hanno partecipato le vincenti del secondo turno preliminare e le 18 squadre della I liga 2010-2011. Le partite si sono giocate tra il 16 e il 23 agosto 2011.
| Squadra 1            | Risultato         | Squadra 2               |
| -------------------- | ----------------- | ----------------------- |
| Chrobry Głogów       | 3 – 06            | Odra                    |
| Limanovia Szubryt    | 3 – 07            | Gorzów Wielkopolski     |
| Elana Toruń          | 1 – 3 (dts)       | Flota Świnoujście       |
| Okocimski KS Brzesko | 2 – 2 (4 – 2 dtr) | Polkowice               |
| Puszcza Niepołomice  | 0 – 0 (4 – 2 dtr) | GKS Katowice            |
| Ruch Zdzieszowice    | 2 – 0             | Kolejarz Stróże         |
| Rozwój II Katowice   | 3 – 08            | Ostrowiec Świętokrzyski |
| Sokół Kleczew        | 0 – 2             | Kluczbork               |
| Olimpia Elbląg       | 1 – 1 (4 – 3 dtr) | Warta Poznań            |
| Sokół Sokółka        | 0 – 1 (dts)       | Ruch Radzionków         |
| OKS 1945 Olsztyn     | 1 – 0 (dts)       | Pogoń Stettino          |
| Gryf Wejherowo       | 1 – 0             | Sandecja Nowy Sącz      |
| LKS Nieciecza        | 0 – 2             | ŁKS                     |
| Piast Gliwice        | 5 – 2 (dts)       | Bogdanka                |
| Jarota Jarocin       | 0 – 1 (dts)       | Dolcan Ząbki            |
| Resovia Rzeszów      | 1 – 3             | Podbeskidzie            |

Note
- Nota 5: L'Odra Wodzisław è fallito prima dell'inizio della stagione.
- Nota 6: Il Gorzów Wielkopolski è fallito prima dell'inizio della stagione.
- Nota 7: Il Ostrowiec Świętokrzyski si è ritirato dalla coppa.

## Sedicesimi di finale
Le partite si sono giocate tra il 20 e il 28 settembre 2011.
| Squadra 1            | Risultato         | Squadra 2        |
| -------------------- | ----------------- | ---------------- |
| Chrobry Głogów       | 0 – 3             | Lech Poznań      |
| Dolcan Ząbki         | 0 – 1             | Górnik Zabrze    |
| Limanovia Szubryt    | 1 – 0             | Lechia Danzica   |
| Rozwój II Katowice   | 1 – 4             | Legia Varsavia   |
| Olimpia Elbląg       | 0 – 0 (1 – 3 dtr) | Arka Gdynia      |
| Flota Świnoujście    | 2 – 4             | Wisła Cracovia   |
| Gryf Wejherowo       | 1 – 0             | Korona Kielce    |
| Piast Gliwice        | 0 – 1             | KS Cracovia      |
| Ruch Radzionków      | 0 – 4             | Polonia Varsavia |
| Ruch Zdzieszowice    | 3 – 1             | Jagiellonia      |
| Kluczbork            | 3 – 2             | Zagłębie Lubin   |
| ŁKS                  | 0 – 1 dts         | Ruch Chorzów     |
| Okocimski KS Brzesko | 1 – 3             | Śląsk Breslavia  |
| Podbeskidzie         | 3 – 0             | GKS Bełchatów    |
| Puszcza Niepołomice  | 1 – 1 (4 – 5 dtr) | Polonia Bytom    |
| OKS 1945 Olsztyn     | 0 – 1             | Widzew Łódź      |

## Ottavi di finale
Le partite si sono giocate tra il 18 ottobre e il 9 novembre 2011.
| Squadra 1         | Risultato | Squadra 2        |
| ----------------- | --------- | ---------------- |
| Gryf Wejherowo    | 1 – 0     | Górnik Zabrze    |
| Podbeskidzie      | 0 – 1     | Śląsk Breslavia  |
| Ruch Zdzieszowice | 1 – 0     | Kluczbork        |
| Arka Gdynia       | 3 – 1     | Polonia Varsavia |
| Polonia Bytom     | 1 – 3 dts | Lech Poznań      |
| Limanovia Szubryt | 1 – 2     | Wisła Cracovia   |
| Legia Varsavia    | 3 – 0     | Widzew Łódź      |
| Ruch Chorzów      | 2 – 1 dts | KS Cracovia      |

## Quarti di finale
Le partite d'andata si sono giocate tra il 13 e il 14 marzo 2012, quelle di ritorno tra il 20 e il 21 marzo.
| Squadra 1         | Totale      | Squadra 2       | Andata | Ritorno |
| ----------------- | ----------- | --------------- | ------ | ------- |
| Gryf Wejherowo    | 1 – 4       | Legia Varsavia  | 0 – 3  | 1 – 1   |
| Lech Poznań       | 0 – 2       | Wisła Cracovia  | 0 – 1  | 0 – 1   |
| Arka Gdynia       | 3 – 3 (gfc) | Śląsk Breslavia | 2 – 0  | 1 – 3   |
| Ruch Zdzieszowice | 2 – 6       | Ruch Chorzów    | 1 – 4  | 1 – 2   |

## Semifinali
Le partite d'andata si sono giocate il 3 e il 4 aprile 2012, quelle di ritorno il 10 e l'11 aprile.
| Squadra 1    | Totale            | Squadra 2      | Andata | Ritorno |
| ------------ | ----------------- | -------------- | ------ | ------- |
| Ruch Chorzów | 4 – 4 (6 – 5 dtr) | Wisła Cracovia | 3 – 1  | 1 – 3   |
| Arka Gdynia  | 2 – 4             | Legia Varsavia | 1 – 2  | 1 – 2   |

## Finale
| Arbitro: | Hubert Siejewicz |

| |            | |
| Ljuboja 6’ Radović 41’ Żyro 55’ | Marcatori  | |
| · Kuciak 12 · Jędrzejczyk 2 · 70’ Wawrzyniak 14 · Astiz 15 · 86’ Żewłakow 6 · Radović 32 · 88’ Vrdoljak 21 · Gol 5 · 82’ Żyro 33 · 45’ Ljuboja 28 · 52’ Kucharczyk 18 · Sostituzioni: · 70’ Kiełbowicz 11 · 82’ Rzeźniczak 25 · 86’ Wolski 27 | Formazioni | · 33 Peškovič · 2 Stawarczyk · 15 Grodzicki · 20 Szyndrowski 46’ · 21 Burliga 61’ · 23 Malinowski 32’ · 14 Janoszka · 5 Zieńczuk · 28 Straka · 32 Niedzielan 57’ · 7 Jankowski · Sostituzioni: · 31 Lisowski 32’ · 6 Grzyb 46’ · 9 Abbott 57’ |
| Skorża | Allenatori | Fornalik |

| Legia Varsavia | Ruch Chorzów |